# Brachypetersius pseudonummifer
Brachypetersius pseudonummifer är en fiskart som beskrevs av Poll, 1967. Brachypetersius pseudonummifer ingår i släktet Brachypetersius och familjen Alestidae. IUCN kategoriserar arten globalt som livskraftig. Inga underarter finns listade.